# Departamento de Pasto
El departamento de Pasto es un extinto departamento de Colombia. Fue creado el 5 de agosto de 1908 a partir del departamento de Nariño (creado en 1904) y perduró hasta el 1 de enero de 1910, siendo parte de las reformas administrativas del presidente Rafael Reyes respecto de división territorial. El departamento duró poco, pues Reyes fue depuesto en 1909 y todas sus medidas revertidas a finales del mismo año, en consecuencia las 34 entidades territoriales creadas en 1908 fueron suprimidas y el país recobró la división política vigente en 1905, desapareciendo entonces Pasto como departamento hasta la expedición de la ley 65 del 14 de diciembre de 1909, la cual estableció que a partir del 1 de enero de 1910 el departamento de Nariño quedaba reunificado una vez más.

## División territorial
El departamento estaba conformado por las provincias nariñenses de Pasto, La Cruz y Juanambú.
Los municipios que conformaban el departamento eran los siguientes, de acuerdo al decreto 916 del 31 de agosto del año 1908:
- Provincia de Pasto: Pasto (capital), Buesaco, Consacá, Florida, Sandoná, Yacuanquer, Tambo, La Unión, Tangua y Funes.

- Provincia de La Cruz: La Cruz (capital), Albán y Tablón.

- Provincia del Juanambú: San Lorenzo (capital), Taminango, Berruecos y El Rosario.

Al departamento también le correspondía el territorio ubicado al oriente de la cordillera de los Andes, y entre las fronteras con Ecuador y Perú, y los ríos Putumayo y Caquetá.